# Arco della Pace
L'Arco della Pace (arc de triomphe du Simplon ou Arc de la Paix) est un monument de Milan dessiné par l'architecte Luigi Cagnola. Commencé en 1807, à l'époque napoléonienne, il a été achevé en 1838.

## Histoire
La construction du monument commence en 1807 en utilisant notamment les matériaux résultant de la destruction de l'église Saint-François-Majeur. Néanmoins le projet est suspendu après la chute du royaume d'Italie et ne reprend qu'en 1826 sous François Ier d'Autriche, qui dédie l'arc à la réconciliation des grandes puissances lors du congrès de Vienne de 1815.
Après la mort de Luigi Cagnola, en 1833, les architectes Francesco Londonio et Francesco Peverelli continuent les travaux de construction, complétés définitivement en 1838.
Quatre jours après de la bataille de Magenta (8 juin 1859), Napoléon III et Victor-Emmanuel II entrent triomphants à Milan en passant sous l'arc.

## Description
L'arc de Triomphe du Simplon, adjacent au Parco Sempione, est situé dans Piazza Sempione (Place Simplon). Haut de 25 mètres et large de 24, de style néoclassique, le monument est décoré par des bas-reliefs, statues et chapiteaux corinthiens de marbre, bronze, bois et stuc. Les bas-reliefs représentent des événements historiques comme la bataille de Leipzig, la fondation du royaume de Lombardie-Vénétie, le congrès de Vienne ou encore des personnages mythologiques tels que Mars, Minerve, Apollon et Niké.